# Nationaal Monument voor Vredesoperaties

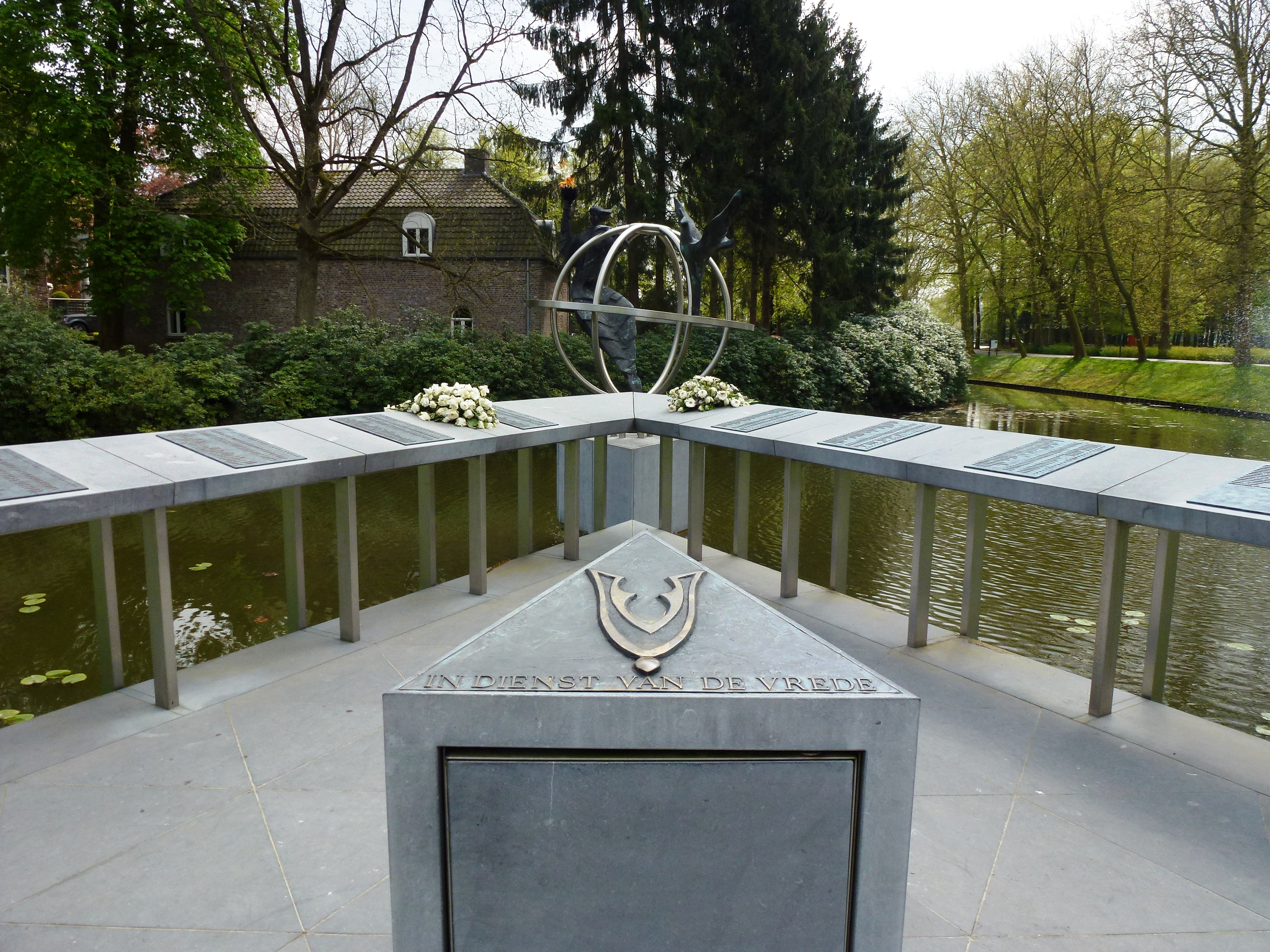
Monument voor vredesoperaties

Het Nationaal Monument voor Vredesoperaties is een monument in het Nationaal herdenkingspark Roermond ter herdenking aan de Nederlandse militairen die sinds het begin van de Korea-oorlog als gevolg van vredesoperaties zijn omgekomen. 
Het monument is op 24 oktober 2003 onthuld door staatssecretaris van Defensie, de heer Van der Knaap, samen met mevrouw Van Rijn, die haar zoon Kees van Rijn verloor tijdens de UNIFIL-missie in Libanon en André Dekker, een veteraan die tijdens de UNPROFOR-missie in Srebrenica diende.